# Kloster Ilsenburg

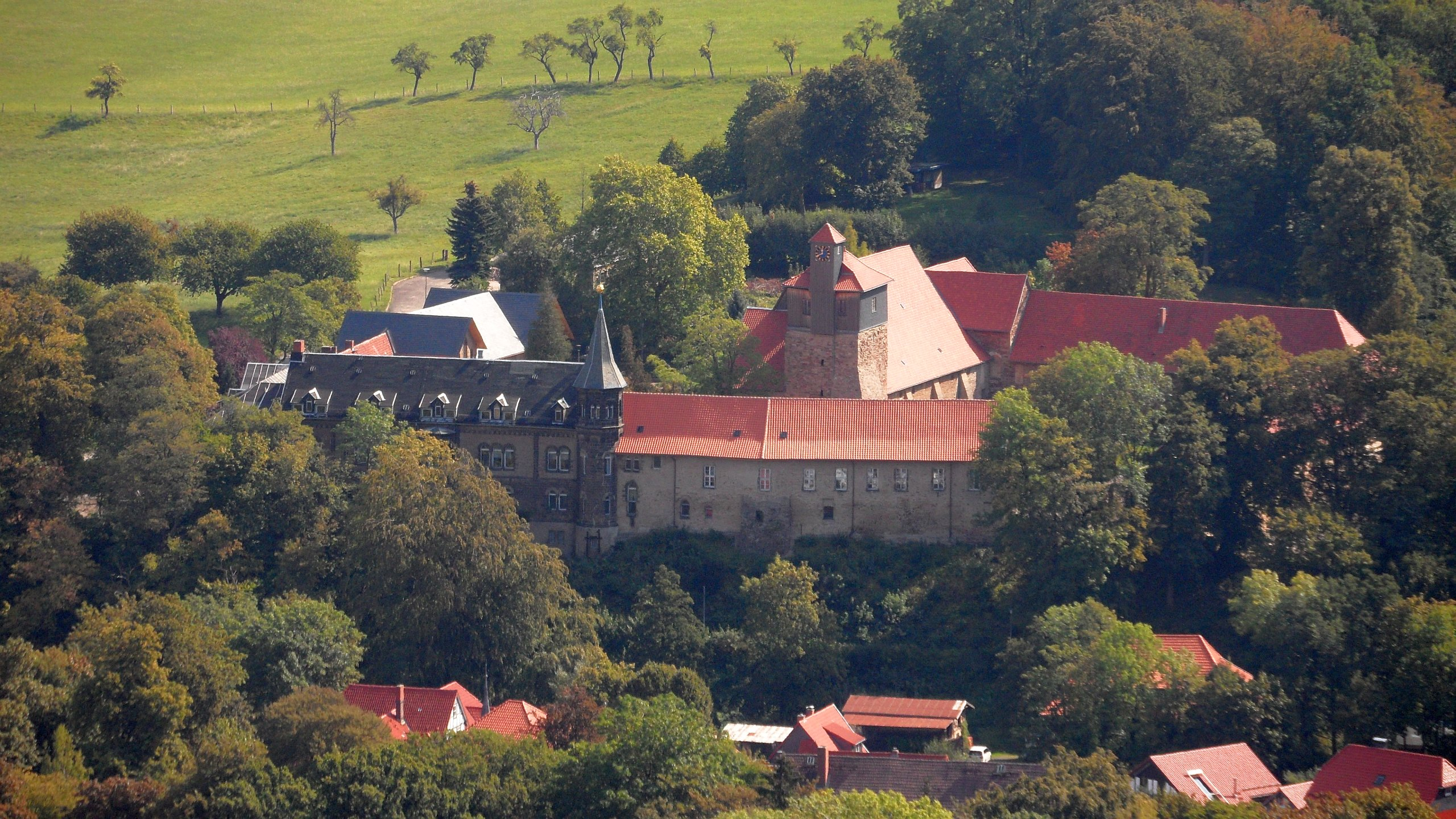
Blick auf das Kloster vom Buchberg

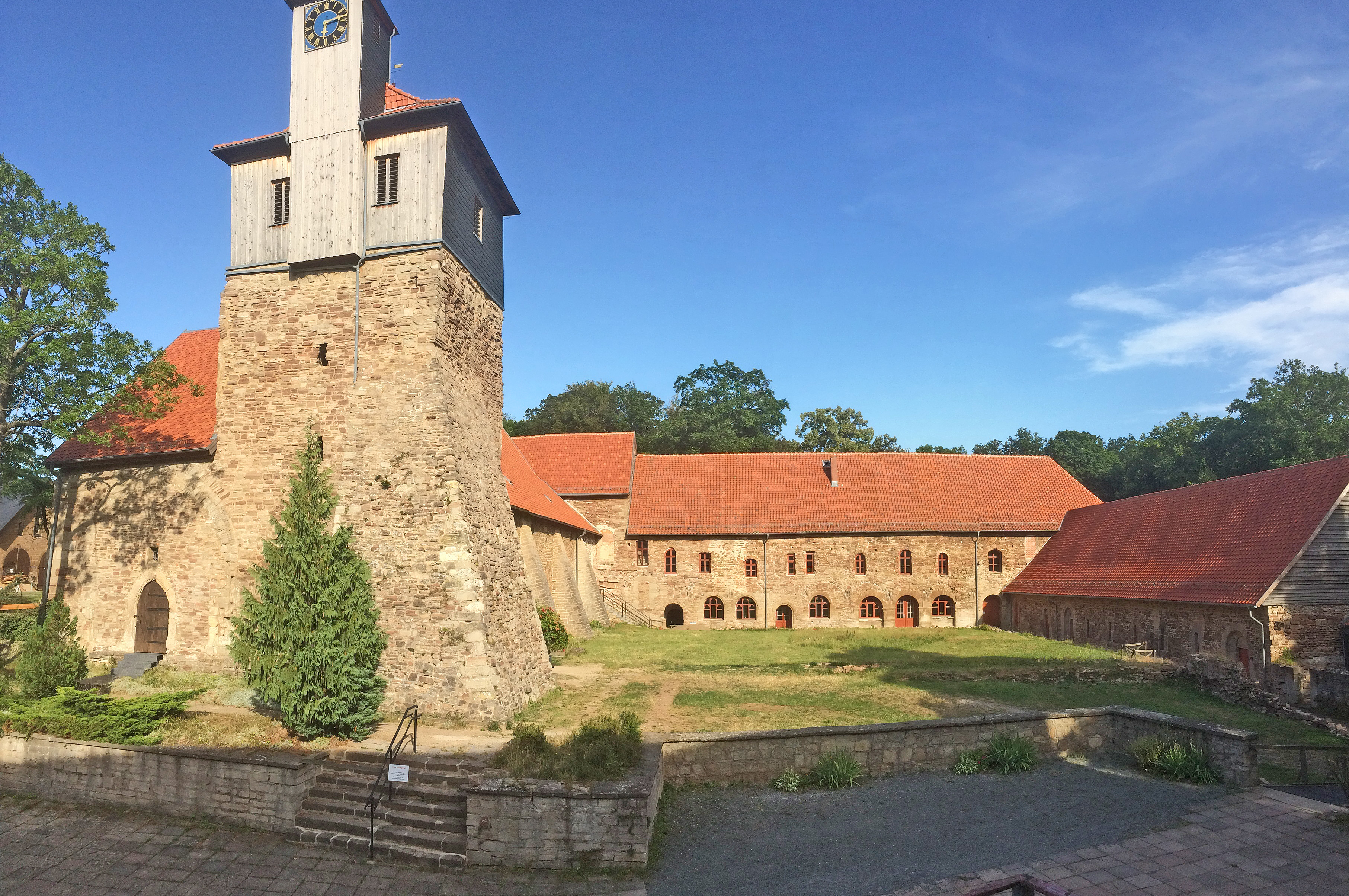
Kirche und Klausurgebäude des ehemaligen Benediktinerklosters

Das Kloster Ilsenburg (St. Petrus und Paulus) ist eine ehemalige Benediktinerabtei in der Stadt Ilsenburg im Landkreis Harz in Sachsen-Anhalt. Die Klosteranlage stammt aus dem 11. und 12. Jahrhundert. Eigentümerin der Klosterkirche ist seit 1974 die Stadt Ilsenburg, die den sakralen Bau aufwendig restaurieren ließ. Die Reste der Klausurgebäude sind seit 2000 im Besitz der Stiftung Kloster Ilsenburg.

## Geschichte

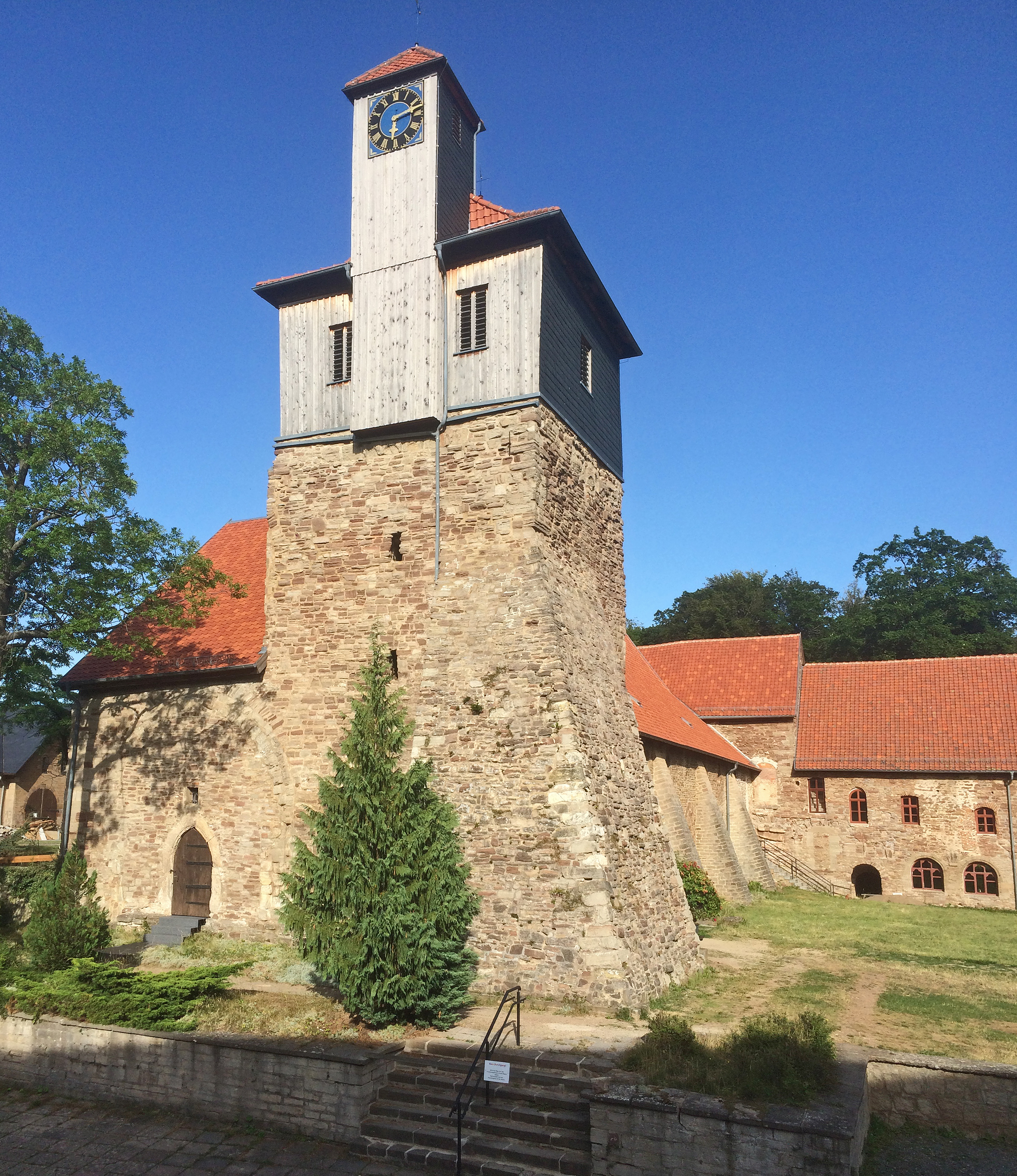
Klosterkirche mit Glockenturm

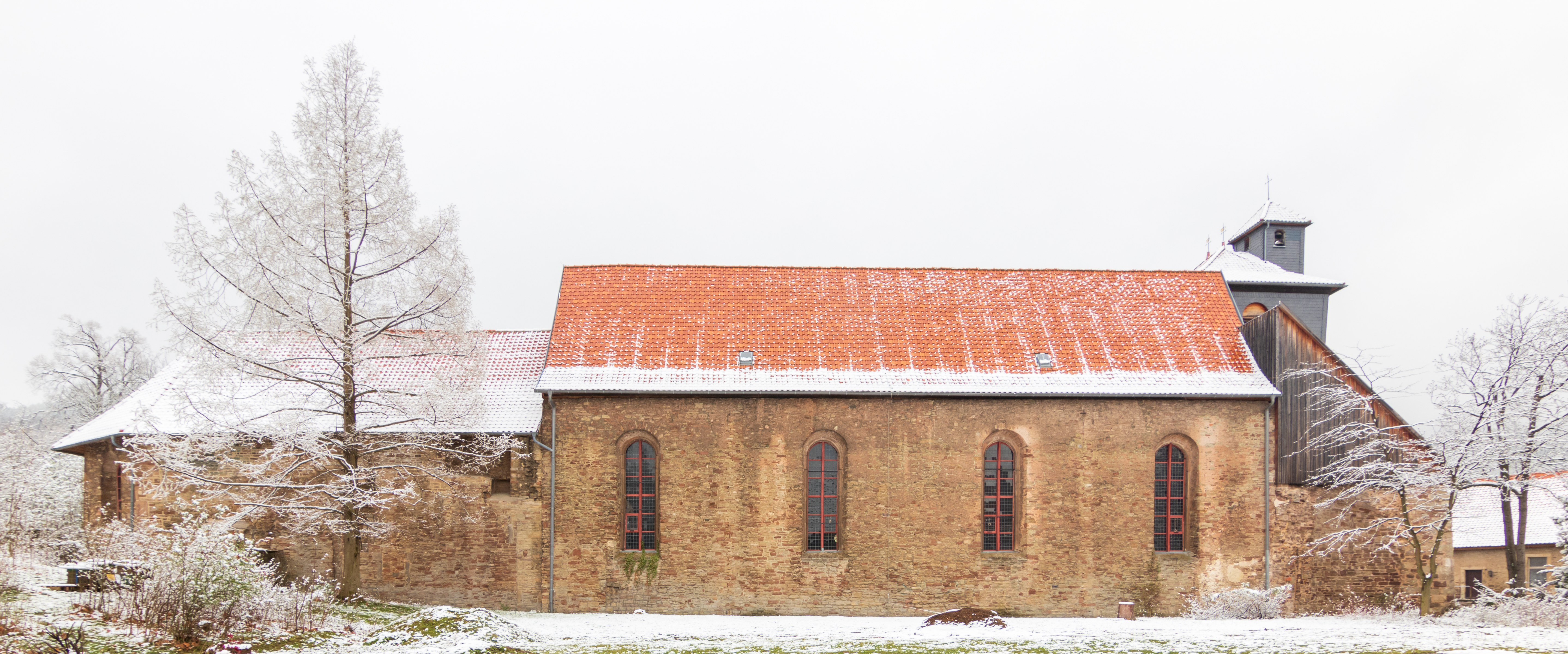
Nordansicht der Klosterkirche

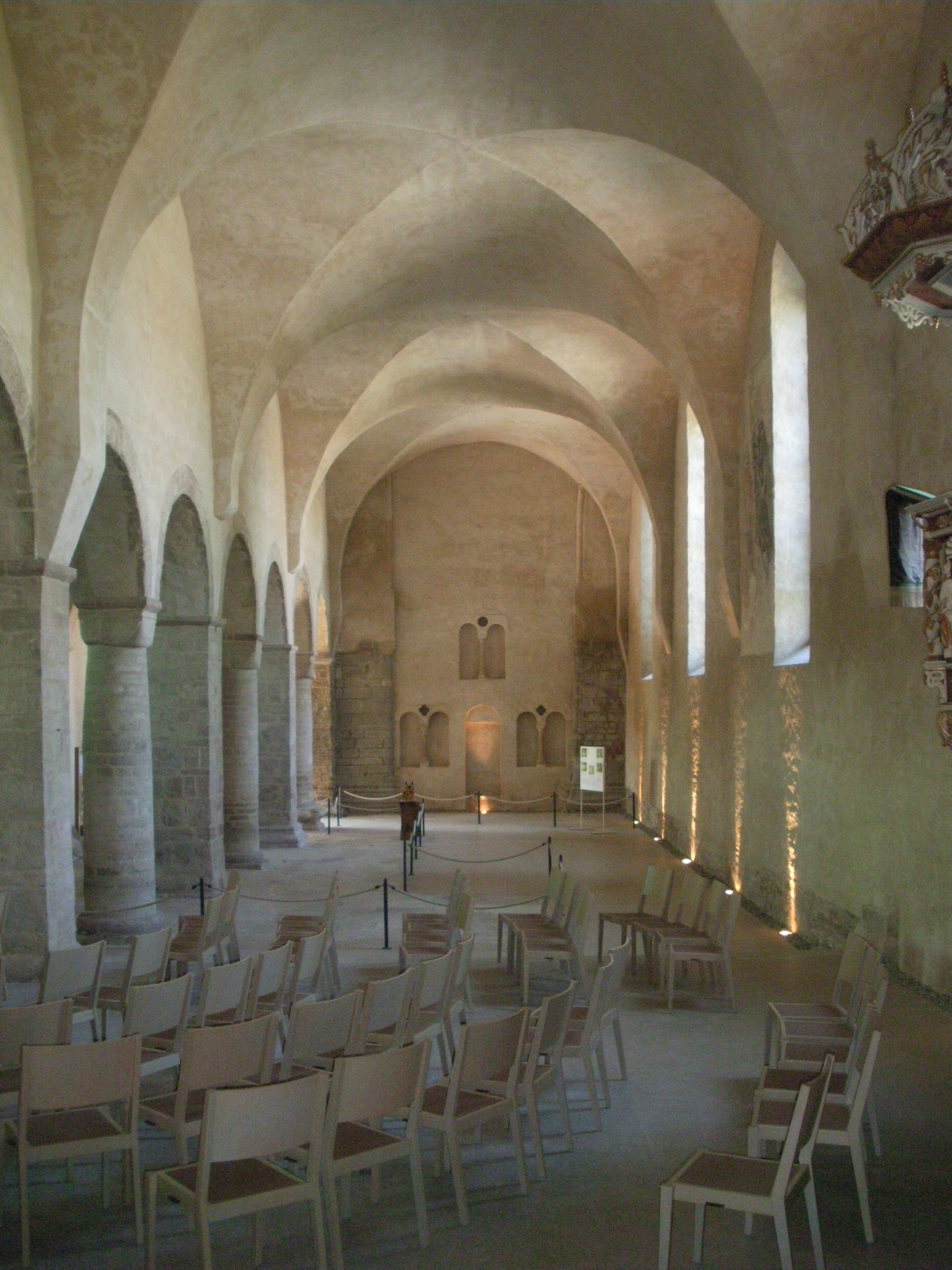
Innenraum der Klosterkirche

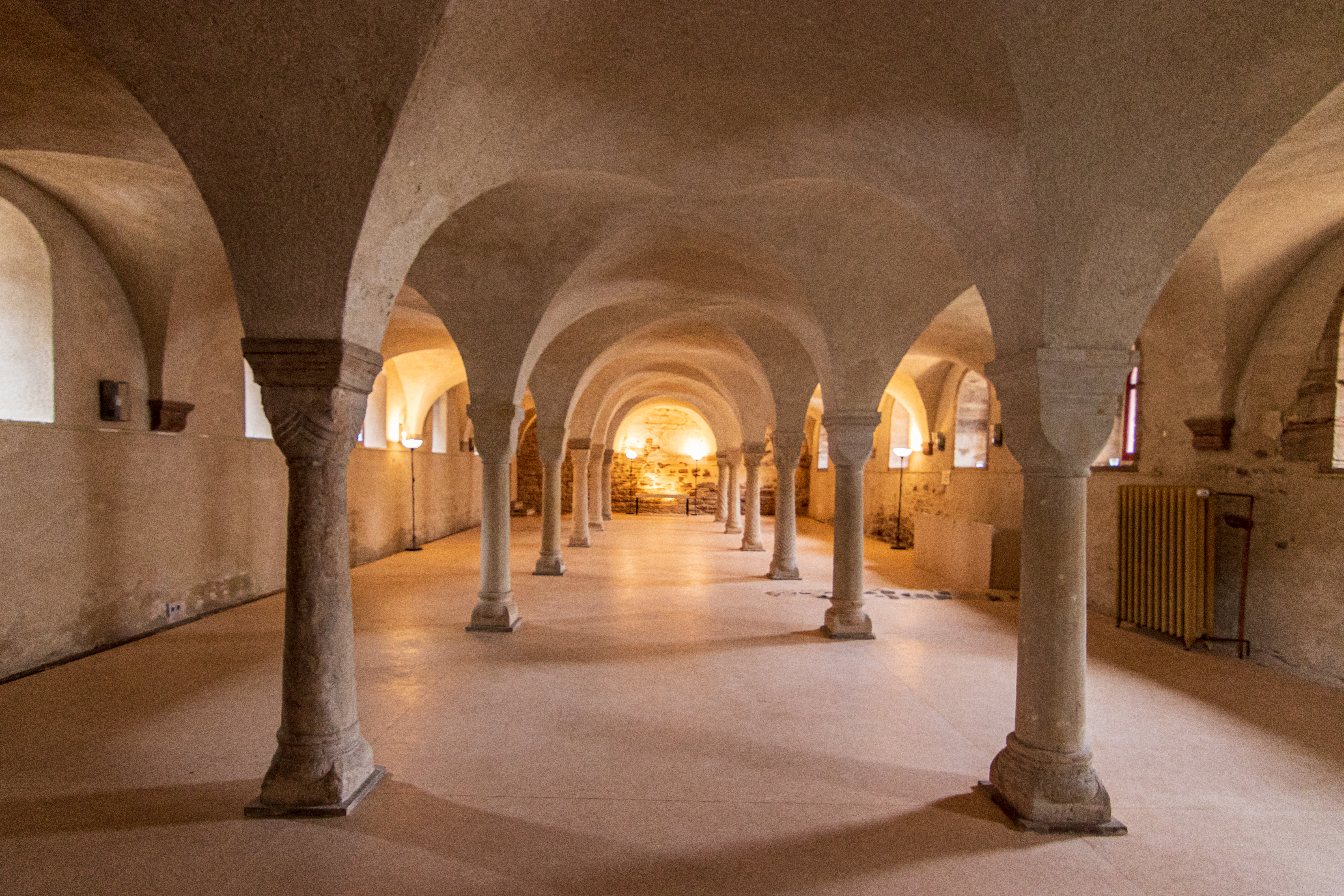
Refektorium

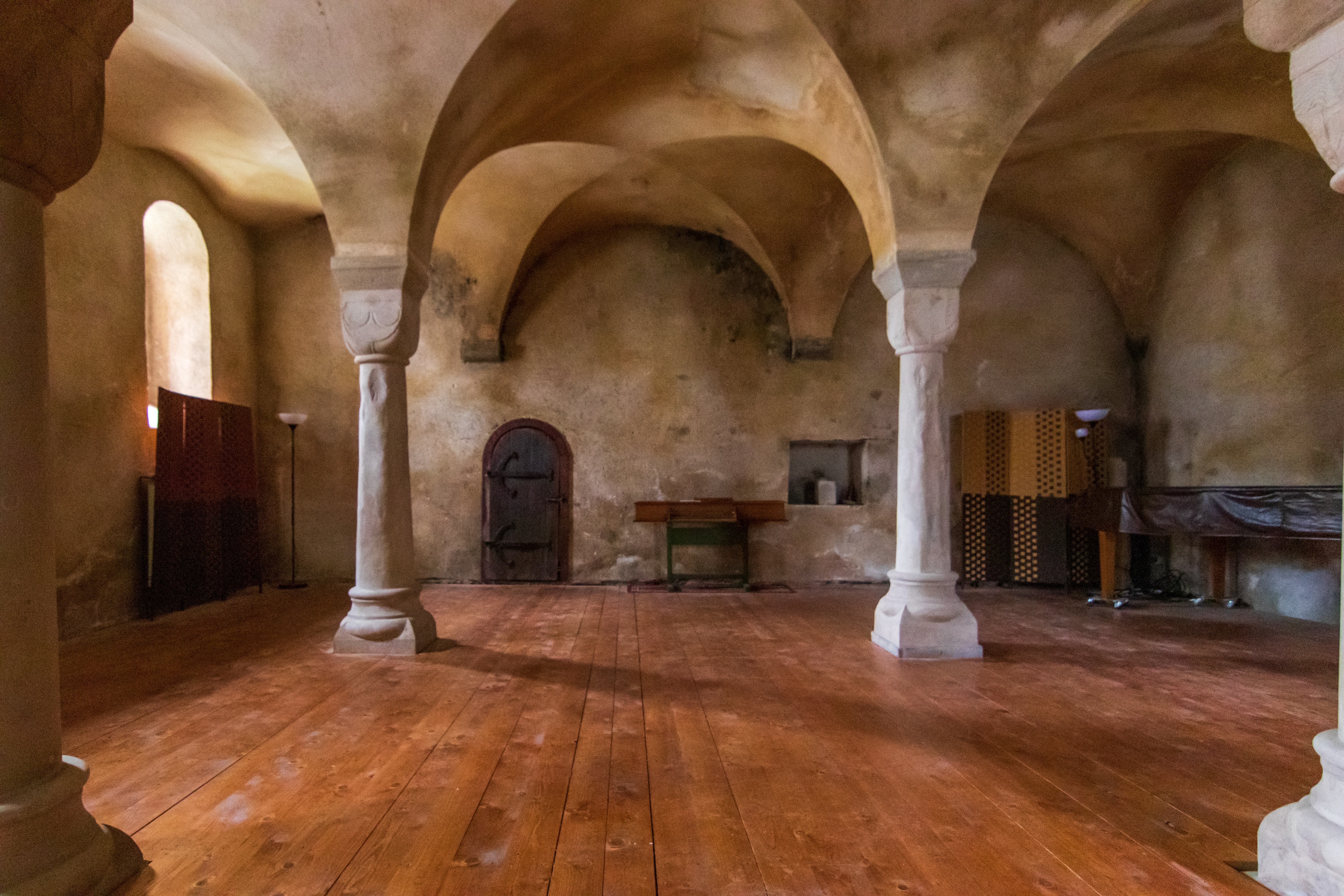
Brüdersaal

### Stiftung und Ausbau
Am Ort einer vermuteten Jagdpfalz entstand nicht vor dem zweiten Jahrzehnt des 11. Jahrhunderts das mehr als 600 Jahre von Benediktinern bewohnte Kloster Ilsenburg. Der frühere Cappellanus Kaiser Otto III. hatte sich lebhaft an der Politik im östlichen Sachsen beteiligt, wie der Chronist Thietmar von Merseburg überliefert.
König Heinrich II. schenkte einen Teil seines Gutes, beurkundet am 15. April 1003, darunter die Elysynaburg, dem Bistum Halberstadt. Bischof Arnulf von Halberstadt gründete ein Eigenkloster. Zu diesem Zweck übertrug er die königliche Schenkung an das neue Kloster. Ferner überließ Arnulf dem neuen Kloster aus seinem Besitz umfangreiche Güter in der Region zwischen Ilsenburg und Osterwieck. Gemäß einer umstrittenen Urkunde vom 6. April 1018 berief er Mönche aus dem Kloster Fulda nach Ilsenburg.
Der Ausbau der kaiserlichen Jagdpfalz zu einem Kloster zog sich vermutlich bis 1018 hin. Die Blütezeit des über 500 Jahre bestehenden Klosters lag zwischen dem ausgehenden 11. und dem 13. Jahrhundert. Zahlreiche durch Kauf und Schenkungen erworbene Besitzungen ließen es zu einem der reichsten Benediktinerklöster zwischen Weser und Elbe aufsteigen. Geistlich folgte das Ilsenburger Benediktinerkloster in den ersten Jahrzehnten seines Bestehens zunächst den Consuetudines von Fulda. Nachdem der dritte Nachfolger im Bischofsamt während der Klosterzeit Burchard II. seinen Neffen, den Mönch Herrand, als Abt eingesetzt hatte, gewann Ilsenburg seit etwa 1070 auch auf geistlichem Gebiet zunehmend an Bedeutung. Herrand, ein Vertreter der Gorzer Reform, führte die von Burchard angestrebten Reformen aus, indem er Mönche aus der lothringischen Abtei Gorze nach Ilsenburg rief. Die Abtei Ilsenburg selbst bildete in der Folgezeit im Ordo Ilseneburgensis eigene Gebräuche aus, die auf eine Gruppe anderer Klöster ausstrahlten. So wurden unter anderem folgende Benediktinerabteien von Ilsenburg aus neu eingerichtet oder reformiert: Huysburg, Harsefeld bei Stade, Hillersleben bei Magdeburg und Wimmelburg bei Eisleben. Das 1120 abgebrannte Kloster wurde 1129 durch Abt Martin wiederhergestellt. Abt Sigibodo († 1161) und Abt Tiother († 1176) erweiterten die Klosteranlage. Schon im ausgehenden 11. Jahrhundert besaß Ilsenburg eine bedeutende Klosterschule; im 12. Jahrhundert existierte nachweislich eine rege Schreib- und Kunsttätigkeit.
Die Reformierung des Klosterlebens in Ilsenburg fand ihren baulichen Ausdruck in der Errichtung einer größeren Abteikirche nach Gorzer Schema, die am 5. Juni 1087 von Bischof Burchard II. den heiligen Aposteln Petrus und Paulus geweiht wurde. Ihr dreischiffiger Chor, der wiederum in drei Apsiden endete, ist in der Kirchenbaukunst des Benediktinerordens im damaligen deutschen Reich erstmals nachweisbar. Der reich verzierte Fußboden aus Gipsestrich als Sichtestrich stammt aus der Zeit um 1200 und gehört heute zu den Kostbarkeiten romanischer Kunst im deutschen Raum. Die zum Teil noch erhaltenen Gebäude der Klausur wurden zwischen 1120 und 1176 errichtet, nachdem Feuer die Vorgängerbauten zerstört hatte. Zum Konvent gehörten zeitweise 25 Mönche. Seit 1464/65 war die Abtei Mitglied der Bursfelder Kongregation des Benediktinerordens.
1131 ließ Abt Heinrich in der Nähe der Abtei eine der Gottesmutter geweihte Hospitalkirche errichten, die der Seelsorge der Laien und Pilger diente. Sie wurde im Zuge der Reformation 1567 zu einer evangelischen Pfarrkirche, siehe Marienkirche (Ilsenburg).

### Demolierung des Klosters im Bauernkrieg und Einführung der Reformation
Teile des an der Südseite der Kirche gelegenen Klosters mit Kreuzgang und Marienkapelle wurden in der Zeit der Bauernkriege 1525 demoliert. Große Teile der Bibliothek gingen verloren. Als Graf Wolfgang zu Stolberg 1538 die Regierung übernahm, bekannte er sich zur Lehre Martin Luthers. Unter dem Abbatiat von Abt Henning Brandis († 1546) vollzog sich die Hinwendung des Konventes zur Reformation, die 1547 durch die Einrichtung einer evangelischen Klosterschule, die bis 1627 existierte, abgeschlossen wurde. Die Grafen zu Stolberg hielten sich hier mehrfach zur Jagd auf, so Graf Albrecht Georg. Bereits 1550 wurde das gräfliche Gemach auf dem Kloster erwähnt.
Der letzte evangelische Abt Henning Dittmar starb 1572. Nach 1573 wurde durch den als Administrator eingesetzten Graf Christoph zu Stolberg der nördliche Teil der Klosterkirche niedergelegt, Mittelschiff, Vierung und Chor neu gewölbt und im südlichen Arm des Querschiffs eine Patronatsloge eingebaut. Zwischenzeitlich befand sich das Kloster Ilsenburg im Pfandbesitz des Statius von Münchhausen und fiel 1609 wieder an die Grafen zu Stolberg zurück. Graf Heinrich baute es für seine Gemahlin Adriane, geb. Gräfin von Mansfeld, als Witwensitz aus. Unter Graf Heinrich Ernst wurde Haus Ilsenburg 1672 der Sitz des gräflichen Haushalts. Nachdem der Sitz nach Wernigerode verlegt wurde, dienten die Räume als Beamtenwohnungen und zu wirtschaftlichen Zwecken.
Es folgten im 17. und 18. Jahrhundert der Abriss des Westflügels der Klausur und des Kreuzgangs. Die verbliebenen Gebäudeteile erfuhren in den folgenden Jahrhunderten eine sehr unterschiedliche Nutzung. In Verbindung mit den Klostergebäuden wurde von Graf Otto zu Stolberg-Wernigerode für dessen Oheim Graf Botho nach dem Plan des Eisenbahnbaumeisters Ebeling aus Braunschweig und unter Leitung des Baurats Carl Frühling (1839–1912) ein neues Schloss im neuromanischen Baustil errichtet und 1861 im Rohbau fertiggestellt. Größere Erhaltungsmaßnahmen an der Bausubstanz des Klosters sind mit der Errichtung des Schlossflügels an der Westseite des ehemaligen Klostergeländes belegt.

### Baulichkeiten
Die Ilsenburger Klosterbauten sind zu erheblichen Teilen erhalten. Dazu zählen die Klosterkirche, ohne nördliches Seitenschiff, Teile des Sanktuariums, Teile der Westpartie sowie die Klausur ohne Westflügel und Kreuzgänge. Auch das früher nachweislich höhere Gewölbe ist nicht mehr vorhanden.
Die Klosterkirche wurde Ende des 11. Jahrhunderts als romanische Basilika erbaut. Sie besaß ein Querschiff und einen dreischiffigen Chor. Sie wurde im Westen durch ein großes Säulenportal eröffnet. Die Umrisse sind heute noch erkennbar.
Im 14. und 15. Jahrhundert wurden nur wenige bauliche Veränderungen an der Kirche und der Klausur vorgenommen. Reichhaltiger war aber die Ausstattung und der Bauschmuck im gotischen Stil. Während der Erstürmung und Plünderung des Klosters 1525 gab es neben Verlusten bei der Ausstattung auch Schäden an der Bausubstanz.
Ihre heutige Gestalt erhielt die Klosterkirche zwischen 1573 und 1581.

### Weitere Nutzung
Am 28. Mai 1929 verpachtete Fürst Christian Ernst zu Stolberg-Wernigerode neben dem Schloss Ilsenburg auch die alten Klostergebäude und den Marienhof für 30 Jahre an die Altpreußische Union der Evangelischen Kirchen Berlin, die verschiedene Fortbildungsstätten in den Räumlichkeiten etablierte. 1930 wurde das Kirchliche Auslandsseminar von Stettin-Kückenmühle nach Ilsenburg verlegt. Im Sommer 1936 wurde ein Teil des Schlosses als Erholungsheim für kirchliche Mitarbeiter eingerichtet. Während der Kriegsjahre richtete die SS auf dem Schloss ein Umsiedlungslager der Volksdeutschen Mittelstelle ein. Am 10. April 1945 verließ die SS das Schloss und am 11. April 1945 fuhren die Amerikaner in den Schlosshof ein. Nach Plünderungen erfolgte ab Sommer 1945
eine zeitweise Unterbringung bis zu 500 Flüchtlingen und Vertriebener im Schloss. Im Zuge der Bodenreform ging das Schloss dann am 15. Dezember 1945 in den Besitz der Gemeinde Ilsenburg über. Schon am 3. Oktober 1946 wurde das Schloss nebst dem eingezäunten Park der Evangelischen Kirche übereignet, die es als Evangelisches Stift, Pastorenkolleg und Forschungsakademie nutzte. Mit den verschärften Maßnahmen der Grenzpolitik der DDR in der Sperrzone übernahm ab 1961 die Staatssicherheit das Gelände. Die Klosterkirche wurde nach Weihnachten 1967 geschlossen, Kunstwerke und Teile der Ausstattung verschwanden danach.
Nach Ablauf des Vertrages blieben die inzwischen enteigneten Reste der Klausur ungenutzt. Erst mit dem Verkauf der Klosterkirche an die Gemeinde Ilsenburg 1974 und der Eröffnung eines Erholungsheimes für Mitarbeiter des Ministeriums für Land- und Nahrungsgüterwirtschaft im Schlossflügel wurden die Gebäude zumindest für angemeldete Besucher wieder begehbar und erste Sicherungsarbeiten und kleinere Reparaturarbeiten veranlasst. Im Jahre 2000 übernahm die Stiftung Kloster Ilsenburg unter dem Vorsitz von Maria Fürstin zu Stolberg-Wernigerode den Ost- und den Südflügel der Klausur des einstigen Benediktinerklosters. 
Sie gehören inzwischen zu den Schwerpunktobjekten der Deutschen Stiftung Denkmalschutz. Es soll ein Kunst- und Kulturzentrum entstehen, in das auch das Schloss Ilsenburg einbezogen wird.

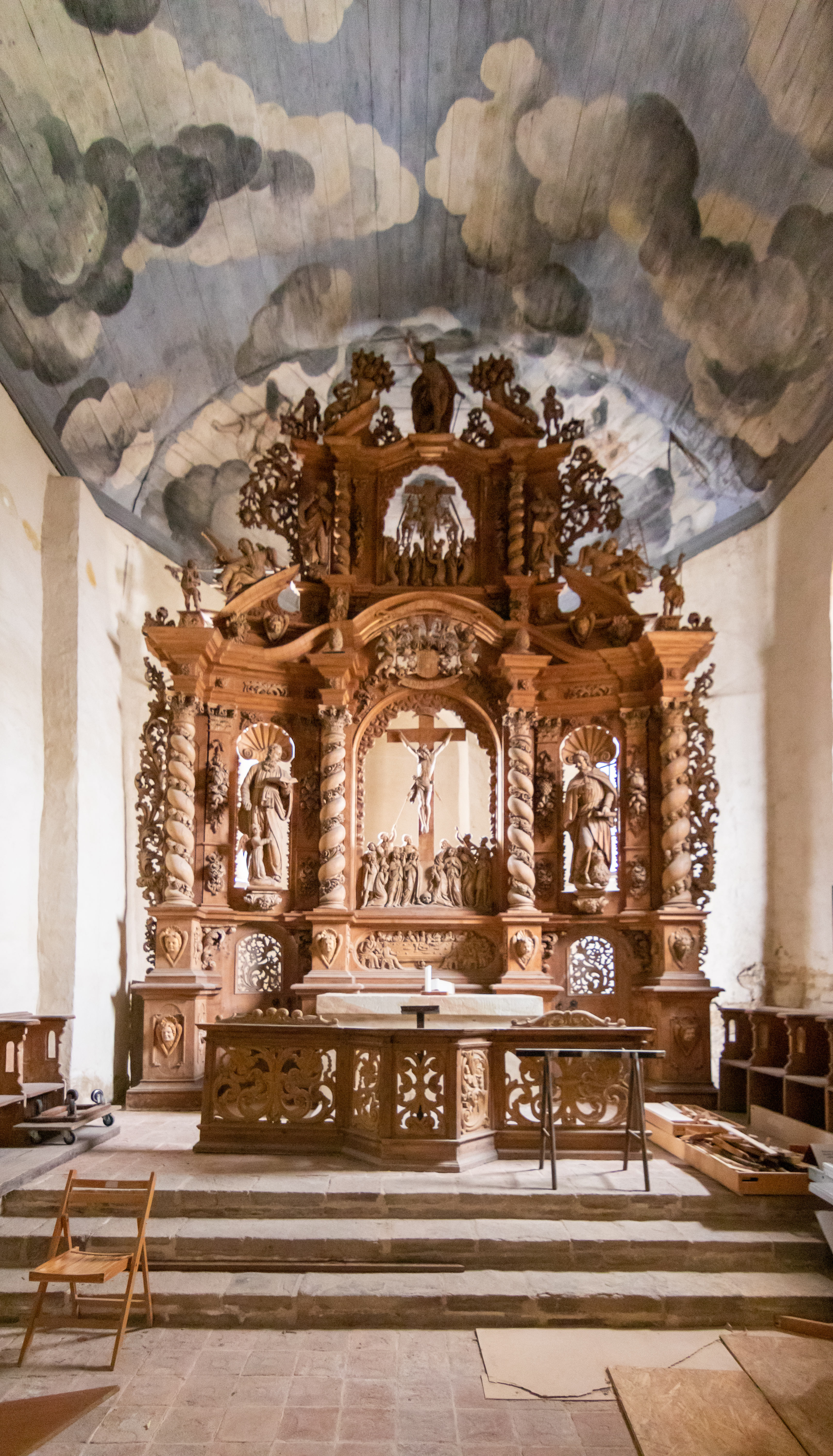
Hochaltar
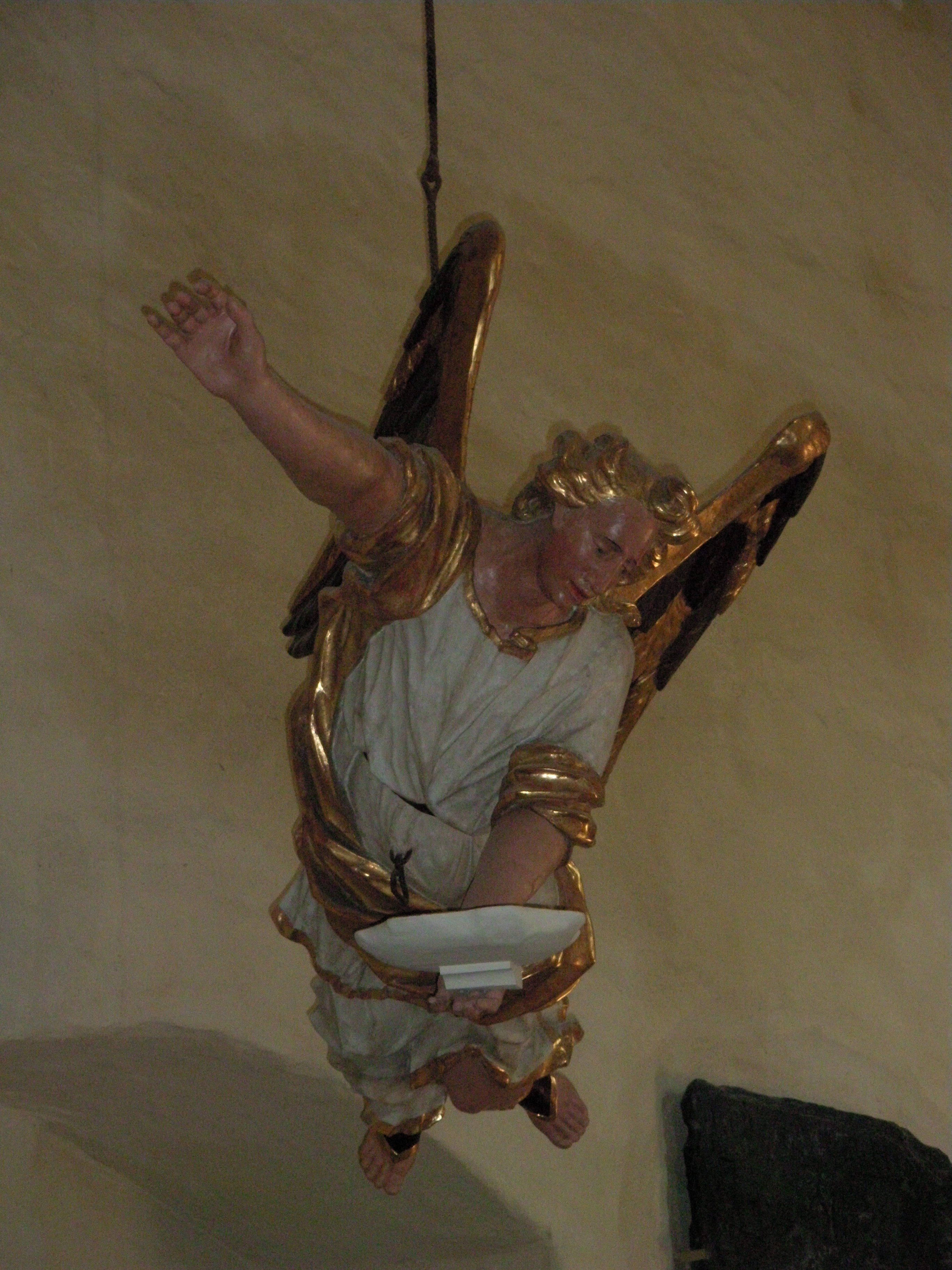
Taufengel
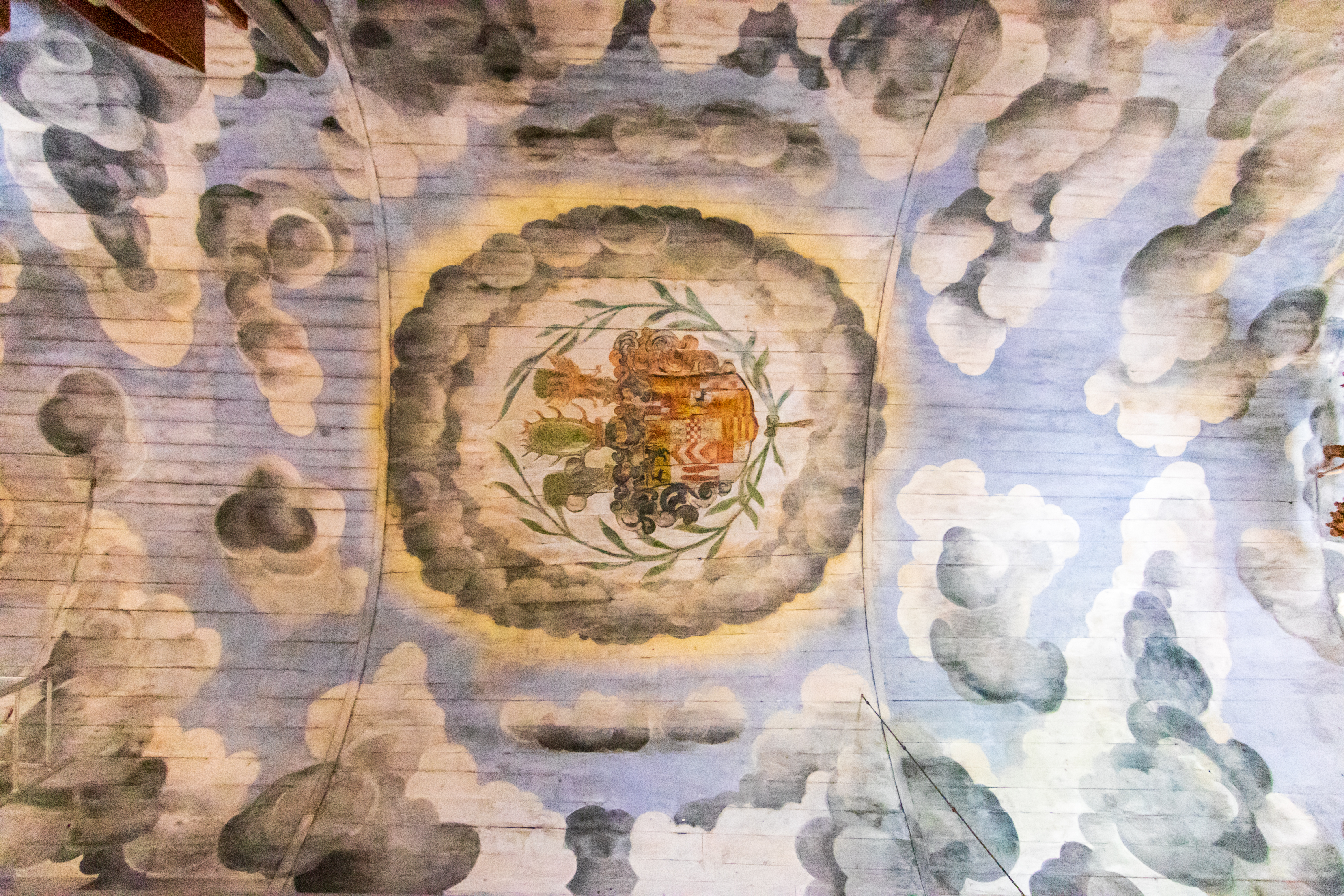
Deckenbemalung

Das ehemalige Benediktinerkloster St. Peter und Paul ist heute eine Station an der Straße der Romanik in Sachsen-Anhalt und des Harzer Klosterwanderwegs.

### Äbte
Namen und Jahreszahlen bezeichnen die nachweisbare Erwähnung als Abt.
| - 1018–1023 Ezilo - 1023–1065 Ulrich (im Kloster begraben) - 1065–1090 Herrand - 1090–1100 Otto - 1100–1105 Vakanz - 1105–1129 Martin - 1129–1135 Heinrich (abgesetzt durch Lothar III.) - 1135–1138 Lambert (Lamprecht) - 1138–1161 Sigebodo (Sigibodo) - 1161–1176 Thioter (Thieter, Tether) - 1176–1192 Dietrich (Thideric) - 0000–1195 Bertold - 1196–1207 Hermann - 1201–0000 Conrad (Abbas de Hilsineburch) - 1207–1211 Ludolf von Schladen - 1212–1219 Heinrich (abgesetzt) - 1220–1239 Johann I. - 1240–1243 Elias von Gröningen - 1243–1253 Bernhard I. von Oldenrode - 1254–1256 Gebhard (zugleich Abt von Hillersleben) | - 1256–1258 Bernhard II. - 1259–1277 Hugold - 1277–1305 Heinrich Paschdag (Paschalis) - 1305–1308 Burchard von Cramm - 1308–1316 Heinrich Graf von Klettenberg - 1316–1325 Albrecht von Burgdorf - 1326–1358 Ditmar von Hardenberg - 0000–1358 Lippold von Cramm - 1358–1366 Wiprecht Nobilis - 1366–1393 Anno von Oberg - 1393–1397 Nikolaus Tribut - 1397–1407 Ludwig Bogelsack - 1408–1448 Heinrich von Braunschweig - 1448–1467 Heinrich Overbeck (unter ihm wurde ab 1452 das Kloster reformiert) - 1467–1469 Johann Duderstadt - 1469–1481 Heinrich Grube (von Hagen) - 1481–1516 Hermann Polde (Poelde) von Hannover - 1517–1531 Johannes Henne - 1531–1546 Henning Brandis |

### Evangelische Äbte
- 1546–1560 Dietrich Meppis
- 1560–1572 Henning Dittmar aus Hildesheim

### Administrator
- 1572–1581 Christoph Graf zu Stollberg (Dompropst zu Halberstadt)

### Restituierte katholische Vorsteher
- 1630–0000 Petrus Ribola (Mönch von Ettersheim)
- 1631–1632 Joachim Kamphausen (Abt von Berge)

## Orgel
Der Orgelbauer Paul Ott erbaute 1936–1939 als Opus 26 eine Orgel für die Kirche. Von zwei Manualen und Pedal konnten 24 Register auf Schleifladen mit mechanischer Spieltraktur angespielt werden. Ab 1947 übernahm der Orgelbauer Wilhelm Sohnle die Pflege der Orgel. Um das Jahr 1978 herum wurde sie durch den bei dem Orgelbaubetrieb Schuster angestellten Orgelbauer Erwin Lägel aus Eilsleben in die Ilsenburger Marienkirche übertragen. Die Kirche blieb sodann bis in das Jahr 2018 ohne Orgel.
Für die Kirche St. Johannis (Mainz) wurde 1960/61 eine neue Orgel von der Orgelbaufirma Förster & Nicolaus (Lich) erbaut. Das Schleifladen-Instrument hat 41 Register auf drei Manualen und Pedal. Noch am ursprünglichen Standort wurde die Orgel 1995 durch die Erbauerwerkstatt geringfügig umgearbeitet und erhielt 1997 eine elektronische Setzeranlage und Sequenzer. Aufgrund der im Jahr 2013 begonnenen Renovierung der Mainzer Kirche wurde die Orgel in diesem Jahr abgebaut und ab 2018 durch den Orgelbauer Reinhard Hüfken in der Klosterkirche von Ilsenburg wieder aufgebaut.
| I Hauptwerk C–g3 |     |
| Pommer           | 16′ |
| Prinzipal        | 8′  |
| Spillflöte       | 8′  |
| Oktave           | 4′  |
| Kleingedackt     | 4′  |
| Prinzipal        | 2′  |
| Mixtur VI        |     |
| Fagott           | 16′ |
| Trompete         | 8′  |
| Schalmei         | 4′  |

| II Rückpositiv C–g3 |       |
| Holzgedackt         | 8′    |
| Quintadena          | 8′    |
| Praestant           | 4′    |
| Rohrflöte           | 4′    |
| Spitzflöte          | 2′    |
| Quinte              | 1 ⁄3′ |
| Sesquialtera II     | 2 ⁄3′ |
| Scharf V            |       |
| Krummhornregal      | 16′   |
| Vox humana          | 8′    |
| Tremulant           |       |

| III Schwellwerk C–g3 |       |
| Rohrflöte            | 8′    |
| Spitzgedackt         | 8′    |
| Koppelflöte          | 4′    |
| Weidenpfeife         | 4′    |
| Nasard               | 2 ⁄3′ |
| Blockflöte           | 2′    |
| Oktave               | 1′    |
| Schreipfeife I-III   |       |
| Zimbel IV            |       |
| Musette              | 8′    |
| Tremulant            |       |

| Pedalwerk C–f1 |     |
| Prinzipal      | 16′ |
| Subbass        | 16′ |
| Oktavbass      | 8′  |
| Gemshorn       | 8′  |
| Octave         | 4′  |
| Nachthorn      | 2′  |
| Basszink IV    |     |
| Rauschbaß V    |     |
| Posaune        | 16′ |
| Bombarde       | 8′  |
| Clairon        | 4′  |

- Koppeln: II/I, III/I, I/P, II/P, III/P

## Glocken
In der einst doppeltürmigen Klosterkirche befindet sich in der Glockenstube ein mittelalterliches Geläut aus drei Glocken. Alle Glocken hängen im Holzglockenstuhl an Holzjochen. Die Brautglocke hängt am verkröpften Stahljoch und soll im Zuge einer Sanierung an ein gerades Holzjoch gehängt werden.
| Name                  | Gussjahr | Gießer, Gussort            | Durchmesser (mm) | Höhe (mm) ohne Krone | Gewicht (kg) | Schlagton (16tel) | Inschrift | Übersetzung der Inschrift |
| --------------------- | -------- | -------------------------- | ---------------- | -------------------- | ------------ | ----------------- | --- | --- |
| Bet- und Trauerglocke | 1520     | Hermann Koster, Hildesheim | 1590             | 1300                 | ~2600        | c1 +7             | Ingeniosa patris abbatis cura Iohannis Hanc in honore piae campanam dedicat Annae attribuitique bonis Petro Pauloque patronis. – Anno domini MDXX per manus artificis Hermanni Hildensemensis. – Laudo deum Verum, pestem fugo, colligo clerum, defunctos ploro, plebem voco, festa decoro.                  | Der begabte Vater und Abt der Gemeinschaft, der ehrenwerte Johann Henne, ließ diese Glocke der Heiligen Anna weihen und den mutigen Schutzheiligen Petrus und Paulus widmen. – Im Jahre des Herrn 1520 stellte sie der Künstler Hermann von Hildesheim her. – Ich lobe den wahren Gott, vertreibe die Pest, versammle die Geistlichen, beklage die Verstorbenen, rufe das Volk und schmücke die Feste.                                                    |
| Brautglocke           | 1504     | Hermann Koster, Hildesheim | 1459             | 1160                 | ~2000        | d1 –1             | Hoc vas sacratum Petro Pauloque dicatum. Virgo, melodia nomen cui reple, Maria, ut queat omnia pellere nocua, laeta tonare, frangere fulmina, plangere funera, festa sonare. – Quattuor elapsis annis modo mille quingentis viribus abbatis Hermanni Hildensemensis Olim destructa, en, sum stdiose reducta. | Dieses geheiligte Gerät ist Petrus und Paulus geweiht. Jungfrau Maria, der Klang deines Namens fülle es, damit es alles Schädliche vertreibe, fröhlich erklinge, die Blitze bändige, zum Begräbnis läute und zum Fest erklinge. – Vier Jahre nachdem das Jahr 1500 verging, setzte sich Abt Hermann von Hannover dafür ein, dass durch die Hand des Künstlers Hermann von Hildesheim, was einst zerstört, siehe, mit großem Eifer wiederhergestellt ward. |
| Taufglocke            | 13. Jh.  | unbekannt                  | 710              | 660                  | ~250         | g2 –5             | | |

Im Turm der Marienkirche, der einstmaligen Hospitalkirche, hängt in einem eisernen Glockenstuhl nur eine Glocke, die etwa 600 Jahre alt ist. Sie wiegt bei einem Durchmesser von 112 cm und einer Höhe (ohne Krone) von 88 cm etwa 830 kg. Als Schmuck trägt sie oben am Hals ein Schriftband in Majuskeln: „Qui sequeris lete me dum sono spes bona de te“ (Übersetzung: „Wenn du freudig meinem Klange folgest, ist Gutes für dich zu hoffen“).